# Coentunnel
De Coentunnel (1966) is een tunnel onder het Noordzeekanaal in het westen van Amsterdam, waar de ringweg A10 doorheen loopt. De tunnel was in 2013-2014 een jaar lang gesloten wegens renovatie.
De tunnel is genoemd naar de nabijgelegen Coenhaven, die op zijn beurt vernoemd is naar de VOC-gouverneur-generaal Jan Pieterszoon Coen. De tunnel is 1283 meter lang, waarvan 587 meter in een gesloten tunnelbak. De tunnel verbindt de Zaanstreek en Amsterdam Noord met Amsterdam-West. Het laagste punt van de tunnel bevindt zich op 22 meter onder het NAP.

## Geschiedenis
Voordat de Coentunnel gerealiseerd was, vormde de Hempont de belangrijkste verbinding tussen Amsterdam en Zaandam. Dit vormde een groot knelpunt voor het autoverkeer. In 1959 werden dagelijks 5800 auto's vervoerd. Wachttijden voor het verkeer van drie kwartier waren geen uitzondering. In de jaren 50 werd actie gevoerd voor een tunnel onder het Noordzeekanaal, hetgeen uiteindelijk succes had. 
De bouw van de tunnel begon in 1961 en duurde vijf jaar. Op 21 juni 1966 werd de tunnel door Koningin Juliana geopend. De kosten van de bouw bedroegen 45 miljoen gulden.
De tunnel kon in het begin van de 21e eeuw de toenemende verkeersintensiteit nauwelijks meer aan, wat leidde tot toenemende files in de spits. Daarom werd van september 2009 tot mei 2013 de Tweede Coentunnel gebouwd, die op 13 mei 2013 geopend werd. De tweede Coentunnel ligt ten oosten van de eerste tunnel en verbindt de A10-West met de A8. Op het moment dat de tweede tunnel klaar was, ging de eerste tunnel dicht wegens renovatiewerkzaamheden. Op 21 juli 2014 werd de gerenoveerde Coentunnel weer opengesteld.
Om de westelijke ringweg rond Amsterdam te ontlasten werd de Westrandweg (A5) gerealiseerd. De A5 sluit ten zuiden van de Coentunnel aan op de A10. De weg ligt op het langste (verkeers-)viaduct van Nederland, met een lengte van 3,3 kilometer, en loopt door het bedrijvengebied Westpoort naar het knooppunt Raasdorp.

## Bouwwijze
De Coentunnel is een zogenaamde afgezonken tunnel. De toeritten van de tunnel zijn in open bouwputten geconstrueerd, waarbij de onderste gedeelten op staal gefundeerd zijn. Het bouwdok voor de Coentunnel is naast dat van de IJtunnel gebouwd, op de noordoever van het Noordzeekanaal. De zuidelijke toerit is deels omvat met een stalen vloer en wand van 1 millimeter dik, om te voorkomen dat grondwater binnen zou kunnen komen en dat er zettingen zouden kunnen plaatsvinden.
De tunnel is waterdicht gemaakt op een manier die later tot standaard is verheven. Een betonnen binnenconstructie, een laag bitumen, twee lagen glasvezel-bitumen, een laag polyester en nog een laag bitumen. Deze 1 centimeter dikke laag is vervolgens tegen beschadiging beschermd door een tweede laag beton.
Het afzinken van de tunnelelementen van de Coentunnel is begonnen op 20 maart 1965. De elementen werden op een bed van grind gelegd door middel van 6 kabels die aan het afzinkplatform verbonden waren. In de periode van 20 maart tot 6 juli zijn alle zes elementen van 90 meter elk gelegd, waarbij de snelste slechts 20 uur in beslag nam om af te zinken.

## Afbeeldingen

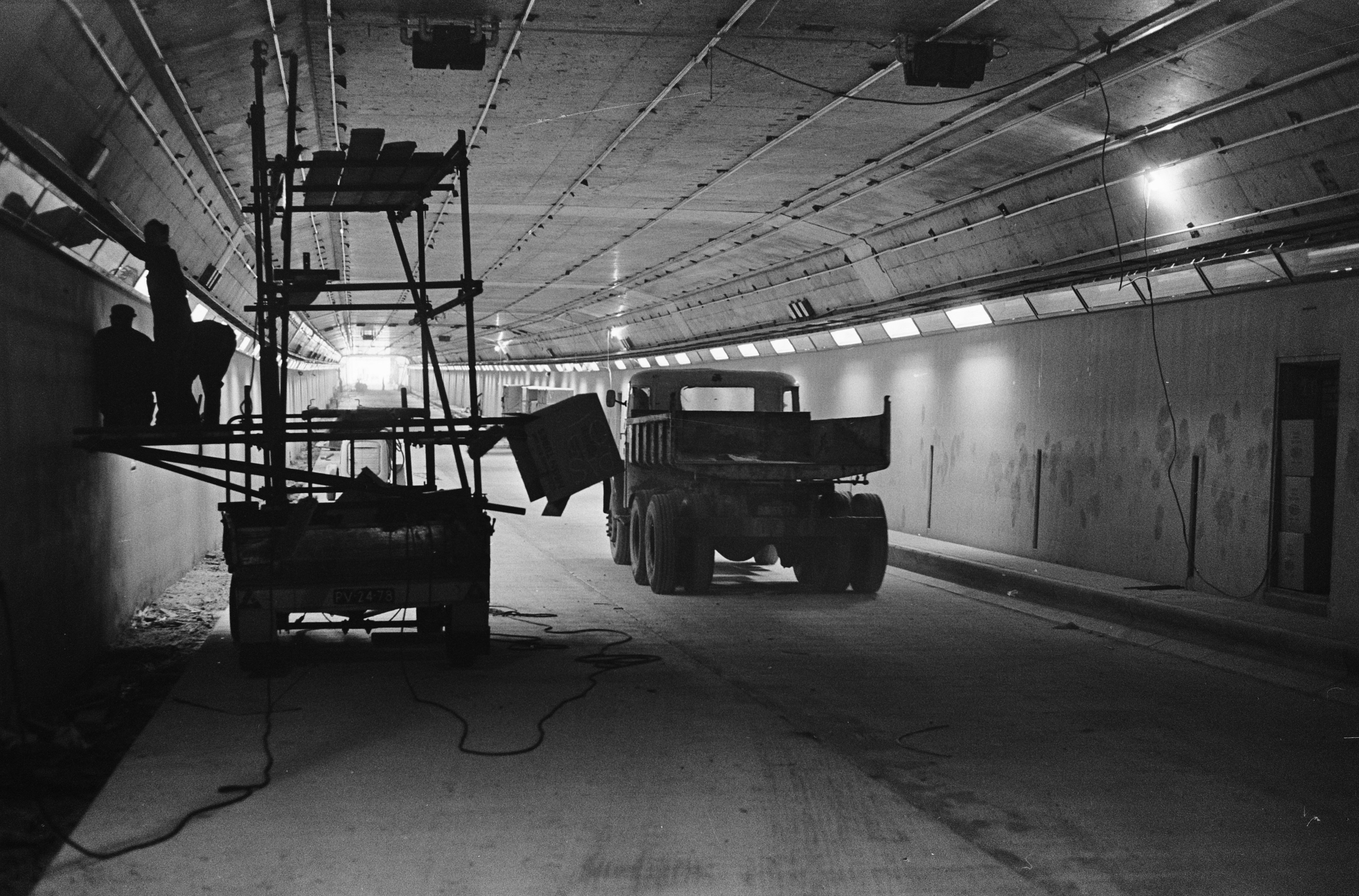
Afbouw van de tunnel, arbeiders leggen laatste hand aan verlichting. 29 maart 1966

Amsterdamsebrug ·
Beltbrug ·
Benno Premselabrug ·
Berlagebrug ·
Blauwbrug ·
Coentunnel ·
Cuyperspassage ·
Tweede Coentunnel ·
Diaconessenbrug ·
Duivendrechtsebrug ·
Enneüs Heermabrug ·
Fietstunnel Hempontplein ·
Van Hallbrug ·
Hembrug ·
Hemtunnel ·
Hogesluis ·
Hortusbrug ·
Houtmanspoorbrug (Singelgrachtbrug) ·
IJ-tunnel ·
Jan van Galenbrug ·
Jan Schaeferbrug ·
Kattenslootbrug ·
Kinkerbrug ·
Kortjewantsbrug ·
Magere Brug ·
Meeuwenpleinbrug ·
Michiel de Ruijtertunnel ·
M.S. Vaz Diasbrug ·
Nesciobrug ·
Nieuwe Amstelbrug ·
Odebrug ·
Oetewalerbrug ·
Overtoomse Sluis ·
Piet Heintunnel ·
Rotterdammerbrug ·
Rozenoordbrug ·
Scharrebiersluis ·
Schellingwouderbrug ·
Schinkelbrug ·
Spaarndammertunnel ·
Théophile de Bockbrug ·
Torontobrug ·
Utrechtsebrug ·
Westerkeersluis ·
Wiegbrug ·
Willemsbrug (Singelgracht) ·
Zeeburgerbrug ·
Zeeburgertunnel ·
Zeilbrug